# Svedjeören (vid Stora Sandö, Raseborg)
Svedjeören är en ö i Finland.   Den ligger i kommunen Raseborg i den ekonomiska regionen  Raseborg  och landskapet Nyland, i den södra delen av landet, 80 km väster om huvudstaden Helsingfors.